# Società Anonima Cantieri d'Aeroporto
La Società Anonima Cantieri d'Aeroporto nasce il 24 maggio 1934, per rilevare l'attività d'assistenza, manutenzione e le maestranze della Aero Espresso, posta in liquidazione come compagnia di Linea ed assorbita dall'Ala Littoria. Scopo della nuova società, è “l'esercizio delle industrie meccaniche e del legno, con particolare riguardo per le costruzioni dei velivoli aeronautici, navali, ferroviari e delle singole parti di esse”. È dislocata su tre siti: il primo, per concessione del Demanio Aeronautico, nell'aeroporto di Brindisi, vicino al mare; il secondo, sulla provinciale San Vito del Cantiere Meccanico Brindisino; il terzo, sempre in prossimità dell'aeroporto, contiene i banchi prova dei motori a pistone.

## Storia
Dal 1935 l'industria aeronautica si espande, realizzando nuovi capannoni e edifici industriali e la Società Anonima Cantieri d'Aeroporto cambia la ragione sociale in Società per Azioni Costruzioni Aeronavali senza cambiare l'acronimo ma indicando la nuova missione nelle costruzioni aeronavali. L'Idroscalo di Brindisi e la presenza di una base militare dell'aeronautica, era divenuto il volano per l'industria aeronautica di Brindisi che a metà degli anni trenta era diventata uno dei luoghi del Mezzogiorno dove l'Industria Aeronautica aveva solide basi.
- Nel 1959 viene costituita la SACA Motori, con specifica ragione sociale, sempre nel sito dell'aeroporto militare, per la revisione di motori a reazione.
- Nel 1965 nella Zona Industriale di Brindisi, la società NUOVA SACA Spa, costruisce uno stabilimento per assorbire le attività di revisione dei motori e per la costruzione di parti meccaniche degli stessi.
- Nel 1974 Fiat Aviazione Spa acquista l'intero pacchetto azionario della Nuova SACA Motori.

Con la ristrutturazione, lo stabilimento Industria Aeronautica Meridionale (IAM) nel dicembre 1989 cambiò nome in Agusta; dal 1996 il gruppo industriale attraverso una politica di alleanze internazionali, concentrandosi sul settore elicotteristico diviene azienda leader mondiale.
- Nel 1992 FIAT Aviazione SpA dopo un piano di riorganizzazione per far fronte al mercato civile, diventò FIAT AVIO SpA.
- Nel 1999 Agusta, per concentrarsi sul business nel settore elicotteristico ed in presenza di un'alleanza con la Westland Aircraft, ha ceduto con procedura di “cessione di ramo d'azienda” ad Alenia Aeronautica le attività di revisioni del Lockheed C130 H. Nel 2000, Alenia Aeronautica cede la stessa attività alla sua controllata Officine Aeronavali[3].
- Nel 2002 dalla Divisione Aeronautica di Alenia Aerospazio (nata nel 1996 dalle acquisizioni delle aziende ex EFIM) si costituiva Alenia Aeronautica che, a sua volta, assumeva il controllo di Officine Aeronavali Venezia, attiva nel settore della revisione e manutenzione aeronautica e già facente parte del Gruppo dal 1981[4].
- Nel 2003 esce dal Gruppo FIAT e diventa AVIO SpA.
- Nel 2013 nasce Avio Aero[5] per le attività aeronautiche di AVIO SpA che diventa una società attiva nella propulsione spaziale.

## Industria Aeronautica Meridionale (IAM)
La società venne costituita nel 1977 dall'Agusta, dalla SIAI Marchetti e dalla Elicotteri Meridionali, operando nell'impianto della fallita società SACA - Società Anonima Costruzioni Aeronavali (ex Società Anonima Cantieri d'Aeroporto dal 1934 al 1976), di cui assunse il personale per la costruzione di cellule di velivoli.  Nel 1980 vi fu un ingente investimento per la costruzione di un nuovo stabilimento nell'area industriale dell'Idroscalo di Brindisi per la costruzione di strutture di aeroplani ed elicotteri e la loro relativa revisione. Con l'acquisizione della Società per Azioni Costruzioni Aeronavali, lo stabilimento IAM nel dicembre 1989 cambiò nome in Agusta e dal 1996 il gruppo industriale si concentrò solo sul settore elicotteristico..